# Belmond Hotel das Cataratas
Belmond Hotel das Cataratas é o único hotel no Parque Nacional do Iguaçu, um Patrimônio Mundial da UNESCO no Brasil, e tem acesso às Cataratas do Iguaçu .
O edifício de dois andares em estilo colonial português foi inaugurado como hotel em 1958. Mais duas alas foram adicionadas em 1971 e 1982.
O hotel é composto por um edifício principal que alberga a receção, um bar e restaurante com esplanada e uma zona de piscina exterior com restaurante casual.
O hotel foi a primeira propriedade da América Latina a se qualificar para a certificação ISO 14001 de Gestão Ambiental, em reconhecimento às suas políticas operacionais ecológicas.
Em 2007, o hotel foi adquirido pela Orient-Express Hotels, que embarcou em um programa de reforma de US$ 20 milhões (concluído em 2010). Em 2014, a empresa mudou seu nome para Belmond Ltd. Nessa época o hotel passou a se chamar Belmond Hotel das Cataratas
Em 2018, o Belmond Hotel das Cataratas foi o primeiro hotel cinco estrelas da América do Sul a ganhar o “Star Awards” do Forbes Travel Guide .